# Неотропічний папуга
Неотропічний папу́га (Touit) — рід папугоподібних птахів родини папугових (Psittacidae). Представники цього роду мешкають в Центральній і Південній Америці.

## Опис
Неотропічні папуги — це дрібні папуги, середня довижна яких становить 14-18 см, а вага 52-84 г. Вони живуть в кронах вологих тропічних лісів, зустрічаються зграями по 20-40 птахів, під час сезону розмноження парами. Неотропічні папуги мають переважно зелене забарвлення, навколо очей у них є кільця голої шкіри, хвіст у них короткий, квадратної форми, покривні пера хвоста дуже довгі і дістають до кінчиків стернових пер.

## Види
Виділяють вісім видів:
- Папуга строкатий (Touit batavicus)
- Папуга синьокрилий (Touit huetii)
- Папуга червонолобий (Touit costaricensis)
- Папуга синьолобий (Touit dilectissimus)
- Папуга бразильський (Touit purpuratus)
- Папуга багійський (Touit melanonotus)
- Папуга жовтохвостий (Touit surdus)
- Папуга бурокрилий (Touit stictopterus)

## Етимологія
Наукова назва роду Touit походить від слова мовою тупі Tuí eté — справді невеликий папуга. У 1648 році німецький натураліст Георг Маркгрейв використав слово Tuiete на позначення дрібного папуги у своїй праці Historia Naturalis Brasiliae.